# キンギンソウ
キンギンソウ（金銀草、学名：Goodyera procera ）は、ラン科シュスラン属の地生の多年草

## 特徴
茎は太く肉質で、直立して高さ30-80cmになり、下部は傾上し多数の根を出す。葉は、茎の下半分にやや密に互生し、披針形で、少し多肉質でやわらかく、光沢があり、長さ8-15cm、幅2-6cmになり、先端は鋭尖頭、基部は鞘状の葉柄になって茎を抱く。
花期は3-5月。花序は直立し、白色の花を多数つける。苞は卵状披針形で、花と同じ長さ。背萼片と側萼片は長さ3mmの卵形で、先端は鈍頭。側花弁は倒卵形で、萼片と同じ長さ。唇弁は広卵形で、長さ2mmになり、内面に2個の球状の突起と左右2列に並ぶ毛がある。蕊柱は長さ1mm、花粉塊は細長く黄色になる。
キンギンソウ（金銀草）の和名の由来は、開き始めた白い花とだんだんと黄色になる花が混じることから、そのようすを「金銀」にたとえたもの。

## 分布と生育環境
日本では、屋久島、琉球列島、小笠原諸島に分布し、林縁の流れのわきなど、山地の湿った場所に希に生育する。国外では、中国大陸、台湾、インド、マレーシアに分布する。

## ギャラリー
- 花。色ははじめ白色。
- 葉の基部と茎のようす。